# Исидор Ћирић
Исидор Ћирић (Стари Сивац, 8. март 1844 — Сремски Карловци, 15. децембар 1893) био је српски правник, књижевник, политичар и народно-црквени и патријаршијски секретар у Сремским Карловцима.

## Биографија

### Породица
Отац Панта, мајка Ана (рођ. Рајић) и брат Милан.

### Образовање
Основну школу завршио је у родном месту, а немачку школу у Петроварадину. Гимназију је похађао у Врбасу, Винковцима и Будиму (1863-1866), где је и матурирао. Право је студирао у Пешти, као стипендиста задужбине митрополита Мојсија Путника. У Пешти ће касније стећи и звање доктора правних наука. Током школовања добро је савладао немачки и мађарски језик.

### Књижевни рад
Током студија био је члан омладинског књижевног друштва  „Преодница”. На састанцима друштва је читао своје песме, које је касније и публиковао. Песме је објављивао у Даници, Матици, Вили и Младој Србадији. У овом периоду Исидор је превео (препевао) велики број песама поучног карактера, које су, без потписа, штампане у српским читанкама и објављиване од стране угарске државе.
Прву песму, под називом Руже и пелен, објавио је 1863. у Даници. Укупно је написао 121 песму (у периоду од 1863. до 1872).

### Народно-црквени и патријаршијски секретар
Године 1872. администратор Митрополије и епископ будимски Арсеније Стојковић позвао је Исидора да преузме место народно-црквеног и патријаршијског секретара у Карловцима. Епископ будимски је приметио Ћирића као угледног омладинца још за време школовања у Будиму и Пешти.
Његова дужност била је да, уз патријарха или администратора Митрополије, присуствује народно-црквеним саборима у Карловцима. На саборским заседањима читао је царске указе о отварању сабора на српском језику, након краљевског комесара који је указ читао на мађарском, као и указе о потврђивању избора патријарха.
Током вишедеценијског рада Ћирић је сарађивао са четворицом администратора и тројицом патријарха. На функцији је остао све до смрти, децембра 1893. године.
Од 1875. и оснивања Саборског одбора био је његов записничар и известилац.

### Политичар
Године 1879. изабран је за посланика на Сабору у Карловцима. За посланика на Земаљском сабору у Загребу, као представник Шимановачког среза, први пут је изабран 1888, а у истом периоду био је и посланик у Угарском сабору. Други пут за посланика у Хрватском и Угарском сабору изабран је 1892. године.

## Приватни живот
Био је близак пријатељ са др Николом Ником Максимовићем, правником и истакнутим чланом Српске народне слободоумне странке. Добре односе имао је и са епископом горњекарловачким Теофаном Живковићем, архимандритом Иларионом Руварцем, градоначелником Новог Сада Стеваном Пецијом Поповићем, епископом шабачким Самуилом Пантелићем и хрватским подбаном Данилом Станковићем.
Исидор се 1882. оженио Евелином (Евицом) Кречаревић из Карловаца. Евелинин отац Павле Кречаревић био је угледни професор Карловачке гимназије, а мајка Катарина потицала је из чувене карловачке породице Поповић Зубан. Брачни пар Ћирић имао је четири сина: Милана (који је умро као дете), Ивана (у монаштву Иринеја, потоњег епископа бачког), Владислава и Стевана (политичара и министра у Краљевини Југославији). Евелина је рано умрла, а Исидор је остао сам са малолетним синовима.

## Смрт
Године 1893, на повратку из Будимпеште са седице Угарског сабора Исидор је назебао и добио упалу плућа. Убрзо потом је и умро 15. децембра. Сахрањен је сутрадан, у породичној гробници на карловачком Доњем гробљу. Опело у Саборној цркви је лично одржао патријарх Георгије Бранковић. Дирљиве говоре одржали су његови пријатељи Стеван В. Поповић, управитељ Текелијанума и др Лаза Секулић, блиски сарадник и особа која га је заменила на месту патријаршијског секретара.
Бригу о Исидоровим синовима преузео је брат Милан са супругом Катицом. Иза себе је оставио значајан иметак, захваљујући којем су се његови синови школовали.

## Одликовања
Био је носилац витешког крста Ордена Франца Јозефа I (1875) и Ордена Светог Саве III реда, који му је 1883. доделио српски краљ Милан Обреновић.

## Учешће у културном и друштвеном животу
Био је члан Књижевног одељења Матице српске, члан Патроната Карловачке гимназије (током школске 1890/91. и 1891/92. године), као и члан Одбора за пренос посмртних остатака Бранка Радичевића (1877).